# Festival Biarritz Amérique latine 2018
Le Festival Biarritz Amérique latine 2018, 27e édition du festival, s'est déroulé du 24 au 30 septembre 2018.

## Déroulement et faits marquants
Le 30 septembre 2018, le palmarès est dévoilé : le film Les Oiseaux de passage (Pájaros de verano) de Cristina Gallego et Ciro Guerra remporte l'Abrazo d'or.

## Jury

### Longs métrages
- Laurent Cantet (président du jury), réalisateur
- Mathias Énard, romancier
- Marie Gillain, actrice
- Agnès Godard, directrice de la photographie
- Sophie Mirouze, programmatrice
- Marcela Said, réalisatrice

## Sélection

### En compétition
- Compañeros d'Alvaro Brechner  Argentine  Uruguay
- Cómprame un revólver de Julio Hernández Cordón  Mexique  Colombie
- Deslembro de Flávia Castro  Brésil
- Dry Martina de Che Sandoval  Chili  Argentine
- La flor de Mariano Llinás  Argentine
- La muerte del maestro de José María Avilés  Équateur  Argentine
- Malambo, el hombre bueno de Santiago Loza  Argentine
- Les Oiseaux de passage (Pájaros de verano) de Cristina Gallego et Ciro Guerra  Colombie  Mexique

### Film de clôture
- Guantanamera de Tomás Gutiérrez et Juan Carlos Tabío  Cuba  Espagne

### Avant-Premières
- Benzinho de Gustavo Pizzi  Brésil  Uruguay
- Cassandro, the Exotico! de Marie Losier  France
- Les Héritières (Las herederas) de Marcelo Martinessi  Paraguay  Uruguay
- Los hermanos Del Hierro d'Ismael Rodriguez  Mexique
- Los silencios de Beatriz Seigner  Brésil  Colombie
- Mai da bai (eta ezetzik ez dago) d'Imanol Eppherre, Eider Ballina Mondragon, Ann Baskaran  Chili
- Mon meilleur ami de Martín Deus  Argentine
- Pachamama de Juan Antin  France
- Mon père d'Álvaro Delgado  Pérou

### Hommage àHugo Santiago
- Les autres
- Les Trottoirs de Saturne

### Focus Uruguay
- El Círculo de José Pedro Charlo et Aldo Garay
- El hombre nuevo de Aldo Garay
- Hiroshima de Pablo Stoll
- Jamás Lei a Onetti de Pablo Dotta
- Las flores de mi familia de Juan Ignacio Fernández Hoppe
- La vida útil de Federico Veiroj
- Los modernos de Mauro Sarser et Marcela Matta
- Mundialito de Sebastián Bednarik
- Sale temps pour les pêcheurs d'Alvaro Brechner
- Solo de Guillermo Rocamora

## Palmarès

### Longs métrages
- Abrazo du meilleur film : Les Oiseaux de passage (Pájaros de verano) de Cristina Gallego et Ciro Guerra.
- Prix du jury : La flor de Mariano Llinás.
- Prix du Syndicat Français de la critique de cinéma : Deslembro de Flávia Castro.
- Prix du public : Compañeros d'Alvaro Brechner.